# マリアンヌ・ホルト
マリアンヌ（マリアンネ）・ホルト（Marianne Hold, 1933年5月15日 - 1994年9月11日）は、ドイツの女優。

## 出演作品
- 1955年 わが青春のマリアンヌ Marianne de ma jeunesse／Marianne